# Руди Еребара
Руди Еребара (на албански: Rudi Erebara) е албански журналист, преводач, поет и писател на произведения в жанра драма и лирика.

## Биография и творчество
Руди Еребара е роден през 1971 г. в Албания. Учи в художествената гимназия „Йордан Мися“. Следва в Академията за изящни изкуства в Тирана, която завършва през 1995 г. След дипломирането си работи като журналист в няколко национални вестника и като главен редактор, политически анализатор и писател.
През 1994 г. е издаден първият му поетичен сборник „Там започва гледката“, а през 2013 г. сборникът „Сребърен сок“. Като поет печели наколко награди за поезия.
През 2008 г. е публикуван първият му роман „Пъдпъдъчи яйца“, който е история за мизерията на народа по време на диктатурата
Вторият му роман „Епосът на утринните звезди“ е издаден през 2016 г. Той представя неморалността на диктатурите и диктаторите, човешката слабохарактерност и дребнавост, склонността към оскотяване и ожесточаване срещу ближния. На 16 октомври 1978 г. албанският народ празнува рождения ден на комунистическия диктатор Енвер Ходжа, но проливен дъжд размива червената боя по лозунгите и плакатите в Тирана. За виновен е обвинен художника Сюлейман, чийто род е бил богат, а сега той е просто помощник в предприятието, което изработва лозунгите и портретите, но в една абсурдна действителност той винаги ще бъде „враг по рождение“. Книгата получава наградата за литература на Европейския съюз за 2017 г.
Прави преводи на произведения на Казуо Ишигуро, Олдъс Хъксли и други класици. Три пъти е обявяван за преводач на годината.
След години на емиграция Руди Еребара живее и работи в Тирана.

## Произведения

### Самостоятелни романи
- Vezët e thëllëzave (2008)
- Epika e yjeve të mëngjesit (2016) 
Епосът на утринните звезди, изд.: ИК „Изида“, София (2020), прев. Екатерина Търпоманова

### Поезия
- Fillon Pamja (1994)
- Lëng Argjendi (2013)

### Преводи
- „Никога не ме оставяй“ на Казуо Ишигуро
- „Прекрасният нов свят“ на Олдъс Хъксли